# Paul Xie Tingzhe
Paul Xie Tingzhe (chiń. 謝庭哲; ur. 2 stycznia 1931 w Lanzhou, zm. 14 sierpnia 2017 w Urumczi) – chiński duchowny rzymskokatolicki, biskup, więzień za wiarę, prefekt apostolski Sinciangu (nieoficjalnie nazywany biskupem Urumczi).

## Biografia

### Młodość i uwięzienie
Pochodził z prowincji Gansu, z rodziny neofitów, która przyjęła katolicyzm, gdy Xie Tingzhe miał 10 lat. W wieku 15 lat wstąpił do niższego, a później Wyższego Seminarium Duchownego w Lanzhou. W 1958 jako kleryk odmówił wstąpienia do utworzonego przez komunistów Patriotycznego Stowarzyszenia Katolików Chińskich, za co został aresztowany i skazany na reedukację przez pracę. Początkowo był więziony w obozie pracy w Lanzhou, który zajmował się produkcją butów, a następnie przez 20 lat w Urumczi, który to obóz był farmą. Zwolniony podczas odwilży w 1980.

### Kapłaństwo
Niedługo po zwolnieniu z obozu, 5 lutego 1980 przyjął święcenia prezbiteriatu z rąk biskupa Fengxiangu Anthoniego Zhou Weidao. Po święceniach postanowił powrócić do Urumczi, gdzie przekonał lokalnych urzędników do udzielenia mu zgody na pracę duszpasterską bez zakładania oddziału Patriotycznego Stowarzyszenia Katolików Chińskich.
25 listopada 1991 potajemnie przyjął sakrę biskupią z rąk biskupa Fengxiangu Łukasza Li Jingfenga. Współkonsekratorami byli dwaj podziemni biskupi, których nazwiska nie są znane. Sakra ta, przyjęta z pominięciem zgody rządu, nie była uznawana przez władze państwowe. Bp Xie Tingzhe mógł jednak swobodnie pracować jako kapłan, a w Urumczi nawet oficjalnie pełnić funkcje biskupie.
W 1994 odwiedził Rzym, gdzie przyjął go na audiencji papież Jan Paweł II. Za spotkanie to został ukarany odebraniem paszportu. Bp Xie Tingzhe otwarcie uznawał prymat papieża oraz skutecznie odrzucał Patriotyczne Stowarzyszenie Katolików Chińskich, które za jego rządów nie powstało w Sinciangu. Dzięki temu uniknął podziałów znanych z innych chińskich diecezji, na wspólnoty podziemną i oficjalną. Ceną za to było jednak autoryzowanie przez władze państwowe wszelkich działań prefektury.
Podczas swojego pontyfikatu doprowadził do odrodzenia się katolicyzmu w Sinciangu. W 1994 prefektura apostolska Sinciangu liczyła 4 kapłanów. W 2015 było 26 księży - w większości młodych, przybyłych tu na misje z innych rejonów Chin, ponad 10 000 wiernych (z których ok. 50% mieszka w Urumczi) i 18 kościołów. Bp Xie Tingzhe ewangelizował poprzez Internet, m.in. od 2007 prowadząc bloga. Dostęp do sieci był mu ograniczany przez władze, m.in. po zamieszkach w Sinciangu.
Urząd prefekta apostolskiego Sinciangu (biskupa Urumczi) pełnił do śmierci 14 sierpnia 2017.